# Android Gingerbread
Android 2.3 - 2.3.7 "Gingerbread" é uma versão do sistema operacional Android desenvolvida pela Google e lançada em 6 de dezembro de 2010.
A versão consistia em melhoria de interface, processamento de imagem 3D, teclado, gestão de energia, gerenciamento de tarefas, videochamada e áudio.
O smartphone Nexus S, lançado em dezembro de 2010, foi o primeiro telefone da linha Google Nexus a rodar Gingerbread, e também o primeiro da linha com funcionalidade NFC embutida.
Em abril de 2020, estatísticas publicadas pelo Google indicam que 0,2% de todos os dispositivos Android com acesso ao Google Play executam o Gingerbread.

## Mudanças

### v2.3 - v2.3.2 (API 9)
| Versão | Data de lançamento     | Características |
| ------ | ---------------------- | --- |
| 2.3    | 6 de dezembro de 2010  | - Design de interface de usuário atualizado com maior simplicidade e velocidade; - Suporte para tamanhos e resoluções de tela extra-grandes WXGA (1366×768) e superiores; - Suporte nativo para telefones de Internet SIP VoIP; - Entrada de texto mais rápida e intuitiva em um teclado virtual, com maior precisão, melhor texto sugerido e modo de entrada de voz; - Funcionalidade de copiar/colar aprimorada, permitindo que os usuários selecionem uma palavra pressionando, segurando, copiando e colando; - Suporte para Near Field Communication (NFC), permitindo ao usuário ler uma etiqueta NFC embutida em um pôster, adesivo ou anúncio; - Novos efeitos de áudio, como reverberação, equalização, virtualização de fone de ouvido e aumento de graves; - Novo gerenciador de downloads, oferecendo aos usuários acesso fácil a qualquer arquivo baixado do navegador, e-mail ou outro aplicativo; - Suporte para várias câmeras no dispositivo, incluindo uma câmera frontal, se disponível; - Suporte para reprodução de vídeo WebM/VP8 e codificação de áudio AAC; - Gerenciamento de energia aprimorado com uma função mais ativa no gerenciamento de aplicativos que mantêm o dispositivo ativo por muito tempo; - Suporte aprimorado para desenvolvimento de código nativo; - Mudou de YAFFS para ext4 em dispositivos mais recentes; - Aprimoramentos de áudio, gráficos e entrada para desenvolvedores de jogos; - Coleta de lixo simultânea para melhor desempenho; - Suporte nativo para mais sensores (como giroscópio e barômetro); - Primeira versão do Android a apresentar um Easter egg. Era uma imagem do Bugdroid ao lado de um zumbi homem-biscoito de gengibre, com muitos outros zumbis ao fundo. |
| 2.3.1  | 22 de dezembro de 2010 | - Melhorias e correções de bugs para o Nexus S. |
| 2.3.2  | 21 de janeiro de 2011  | - Melhorias e correções de bugs para o Nexus S. |

### v2.3.3 - v2.3.7 (API 10)
| Versão | Data de lançamento     | Características |
| ------ | ---------------------- | --- |
| 2.3.3  | 9 de fevereiro de 2011 | - Diversas melhorias e correções de API. |
| 2.3.4  | 28 de abril de 2011    | - Suporte para bate-papo por voz ou vídeo usando o Google Talk; - Suporte para Biblioteca de Acessórios Aberta. Open Accessory foi introduzido em 3.1 (Honeycomb), mas a Open Accessory Library concede 2.3.4 suporte adicionado ao conectar a um periférico USB com software compatível e um aplicativo compatível no dispositivo; - Mudou a criptografia padrão para SSL de AES256-SHA para RC4-MD5; - Corrigida uma reinicialização espontânea no Samsung Galaxy S Plus. |
| 2.3.5  | 25 de julho de 2011    | - Desempenho de rede aprimorado para o Nexus S 4G, entre outras correções e melhorias; - Corrigido um bug de Bluetooth no Samsung Galaxy S; - Corrigida uma falha de Wi-Fi no Samsung Galaxy S Plus; - Melhorou o aplicativo Gmail; - Animações de sombra para rolagem de lista; - Aprimoramentos do software da câmera; - Maior eficiência da bateria. |
| 2.3.6  | 2 de setembro de 2011  | - Corrigido um bug de pesquisa por voz. |
| 2.3.7  | 21 de setembro de 2011 | - Suporte do Google Wallet para o Nexus S 4G. |